# Eloro

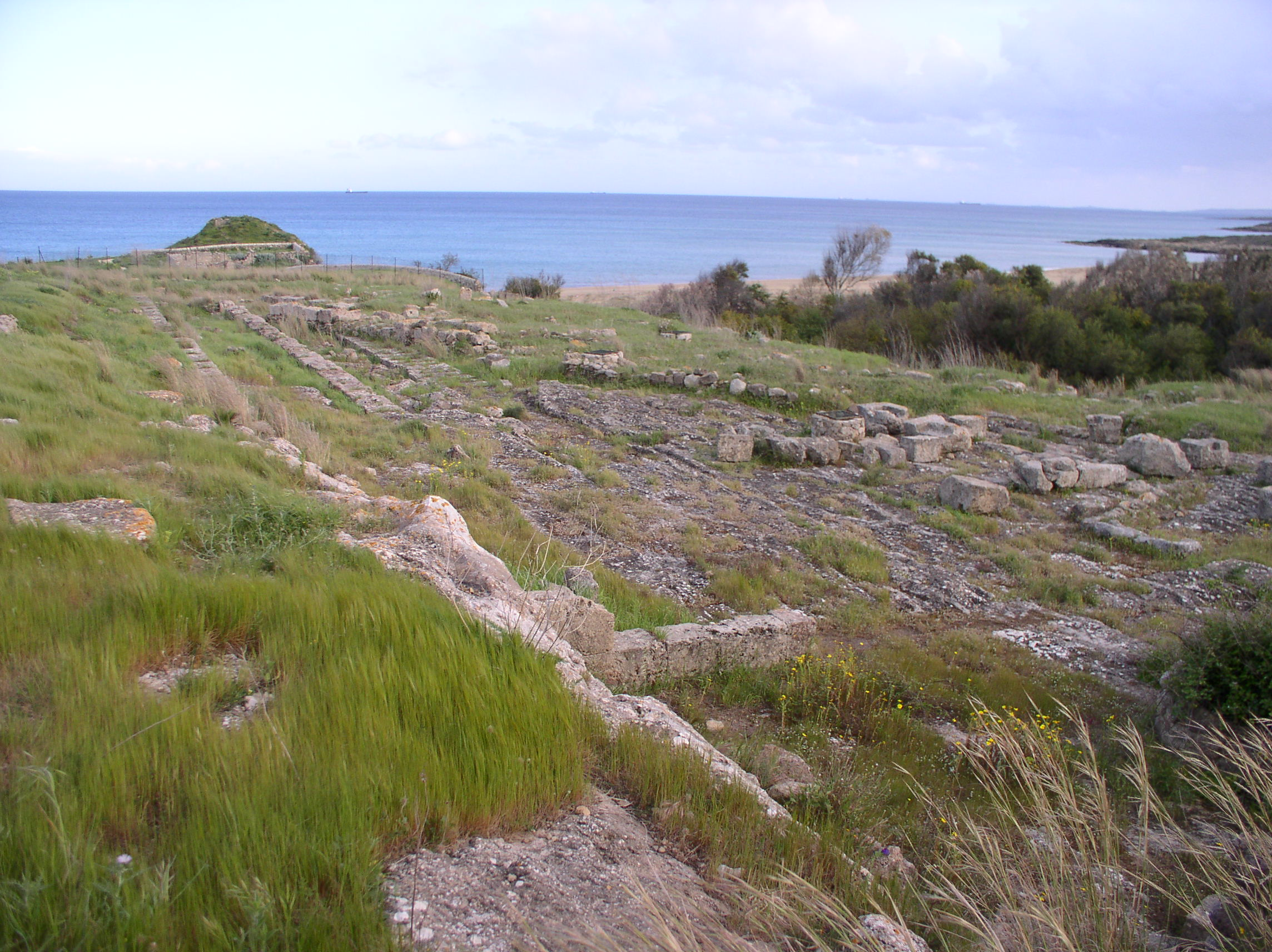
Eloro

Eloro (altgriechisch Ἕλωρος, auch Ἔλωρος) ist das antike Heloros auf Sizilien.

## Lage und Daten
Eloro liegt ca. acht Kilometer südlich von Noto an der Küste des Ionischen Meeres und der Mündung des Flusses Tellaro. Der Ort liegt auf dem Gebiet von Noto.

## Geschichte
Eloro wurde im 8. Jahrhundert v. Chr. wahrscheinlich von Syrakus aus gegründet. Funde griechischer Keramiken belegen das.

## Ausgrabungen
Die Stadt war von einem Mauergürtel umgeben. Es gab zwei quadratische Türme, im Norden und im Süden. Es wurden Wohnhäuser und Straßen aus dem 8. bis 4. Jahrhundert v. Chr. gefunden. Im Norden wurde ein kleiner Tempel gefunden, der Asklepios geweiht war. Weiter gibt es einen großen Tempel im Süden der Ausgrabungen.